# ロマンスの神様
「ロマンスの神様」（ロマンスのかみさま、英: The Cupid of Romance）は、日本の歌手・広瀬香美の3枚目のシングル。1993年12月1日にビクターエンタテインメントより発売された。

## 概要
表題曲は、明るくノリのよい曲調のラブ・ポップチューン。歌詞は、合コンでいい男を捕まえたいという、したたかな女の本音をストレートに表現し、特に冬を歌ったものではないが、スキー用品店・アルペンのCMソングに起用され、大ヒットとなり、2020年代においてもウィンターソングの定番として親しまれている。
広瀬は、デビューよりシングル2枚をリリースしていたが、新曲リリースについて、所属事務所とレコード会社は乗り気ではなかった。そこで、アルペンが費用を折半する形で制作に着手、広瀬を再度売り出すことにした。
歌詞は、前述通り「合コン」を題材としており、これまで広瀬自身は会社勤めをしたことはなかったが、歌の主人公はOLの設定で書かれている。歌詞に登場する週休2日やフレックスは、当時の女性誌を読んで習得したという。
本楽曲は、リリース直後から爆発的なヒットとなり、発売月には、1週間で全国から計20万枚のオーダーが入るほどだった。累計174.9万枚を売り上げ（オリコン調べ）、女性ソロシンガーとしては、小坂明子が1973年から74年にかけて「あなた」で達成した記録（164.9万枚）を20年ぶりに更新した。広瀬にとって初のオリコンシングルチャートTOP10入り、かつ初の1位曲であり、2025年現在で広瀬の最大のシングルヒット曲である。1994年オリコン年間シングルチャートでは、2位を記録（年間1位は、Mr.Children「innocent world」）。
広瀬は、本楽曲を皮切りに、1990年代には「幸せをつかみたい」（94年）、「ゲレンデがとけるほど恋したい」（95年）、「DEAR...again」（96年）「真冬の帰り道」「promise」（97年）「ストロボ」（98年）など、毎年のようにウィンターソングをヒットさせ「冬の女王」の異名をとるようになった。
2016年に、デビュー25周年記念シングルとしてリアレンジされた「ロマンスの神様 2016」が、配信限定シングルでリリースされた。原曲よりもキーが半音高くなっており、11月2日放送のフジテレビ系『ノンストップ!』でのインタビューの際「歌えるようになるのに2年かかった。これ以上キーは上げられない」と語っており、自身の出せる最高音に挑戦したことを明かした。
2021年リリースのアルバム『歌ってみた 歌われてみた』では、百田夏菜子（ももいろクローバーZ）をゲストボーカルに迎え、本楽曲をデュエットした。
2022年2月23日に公開されたBillboard JAPAN「TikTok Weekly Top 20」にて、4位に初登場。翌週の同チャートでは、1位を獲得した。「TikTok2022 上半期トレンド」では、大賞を受賞した。同年6月27日、Lein.@キノピオProがTwitter上に投稿した、VRChatで本楽曲に合わせて顔芸をする「フェイスダンス動画」が、インターネット上で大流行した。
上述の人気を受けて、同年のレコードの日にあたる2022年11月3日には、30年近く経って初のアナログ盤（7インチレコード）が発売、B面には「ゲレンデがとけるほど恋したい」をカップリング曲として収録している。
2024年、広瀬が日本記念日協会に登録申請を行い、毎年12月の第1土曜日が「ロマンスの神様の日」に認定された。日付は、本楽曲がリリースされた1993年12月1日にちなみ、冬を感じる12月の第1土曜日を記念日に制定した。

## エピソード
- 本楽曲は、広瀬が中学1年生のときにピアノとヴァイオリンの室内楽として作曲したものが原型であり、それをポップス調にアレンジし直したものである[3]。しかし、CMソングとなるにあたり、CMの監督・所属事務所・レコード会社などがあれこれと注文をつけ、まだキャリアが浅かった広瀬は、素直にそれを聞いて何度も曲に手を入れていったため、最終的に自分の曲でなくなったような気がして、広瀬は歌いながらも不本意な思いを抱いていたという[9]。とはいえ、2014年には「奇っ怪でおもしろくて、歌って楽しい。みなさんのおかげです。自分の力だけではこうは仕上がらなかった」と、改めて本楽曲への愛着を語っている[9]。
- 本楽曲のリリース前、ビクターエンタテインメントの幹部に冗談で「100万枚売れたら、スタッフ全員でフロリダのディズニーワールドに連れて行って下さい」と言い「そんなに売れるわけないから、いいよ」と軽く返答されるが、実際にミリオンセラーを記録し、約束通り、レコーディングスタッフ約10名とフロリダへ9日間の旅行をしたという逸話がある[17]。
- 本楽曲のサビ以外の部分は、広瀬が学生時代に福岡県・西鉄井尻駅前バス停で思い付いたものである[18]。
- 表題曲の製作費を折半していたスキー用品店・アルペンは、CM製作費より表題曲の印税の方が上回り、1993-1994シーズンのコマーシャル放映費と合わせても、ほとんど差し引きゼロとなった[6][7]。

## 収録曲
作詞・作曲：広瀬香美、編曲：広瀬香美・小西貴雄
1. ロマンスの神様
2. na na na…
3. ロマンスの神様（オリジナル・カラオケ）
4. na na na…（オリジナル・カラオケ）

## 25周年記念シングル
「ロマンスの神様」（ロマンスのかみさま）は、広瀬香美が2016年10月12日にリリースした配信限定シングル。

### 概要
広瀬のデビュー25周年を記念して、1993年にリリースされ大ヒットした広瀬の代表曲「ロマンスの神様」の様々なバージョンを収録したシングル。「ロマンスの神様」の主人公のその後をイメージして作られ、2015 - 2016年のアルペンCMソングである「出会いの奇跡を大切に」が初収録された。

### 収録曲
1. ロマンスの神様 -16' Remastering
2. 出会いの奇跡を大切に
2015 - 2016アルペンCMソング
3. ロマンスの神様 2016
オリジナルよりキーを半音上げたバージョン。
4. ロマンスの神様 (弾き歌いversion)
2007-2008アルペンCMソング
5. ロマンスの神様 (a cappella)
6. ロマンスの神様 (Live at NHK HALL in 2001)
7. ロマンスの神様 (オリジナルカラオケ)

## 収録アルバム
- SUCCESS STORY（1993年）
- 広瀬香美 THE BEST "Love Winters"（1998年）
- 広瀬香美 THE BEST Love Winters〜ballads（2001年、a cappella）
- Alpen Best Kohmi Hirose（2007年、オリジナルバージョン・弾き歌いVersion）-「弾き歌いVersion」は、2007-2008年冬のアルペンCMソング
- Making My Life Better（2008年、弾き歌いVersion）
- タイアップコレクション 〜広瀬香美のテレビで聴いたあの曲達〜（2009年）
- SINGLE COLLECTION（2011年）
- Winter High!! 〜Best Of Kohmi's Party〜（2014年）
- 25thプレイリスト（2016年、ロマンスの神様 2016）
- THE BEST "1992-2018" + "雪"Setlist Non-Stop Mix（2019年、オリジナルバージョン・2016年バージョン・「出会いの軌跡を大切に」）
- WINTER TOUR 2020 "SING" + Live at Blue Note Tokyo（2019年）
- 歌ってみた 歌われてみた（2021年、百田夏菜子とのコラボレーションによる新録）

## カバー
- ベンチャーズが、1995年発売のアルバム『POPS A LA CARTE』にてカバーした。
- バラエティ番組『新堂本兄弟』にて、三谷幸喜によりカバーされた[19]。
- 桃井はるこが、2008年発売のアルバム『more&more quality RED 〜Anime song cover〜』にてカバーした。
- イタリアのジュディ・クリスタルが「GOD OF ROMANCE」というタイトルでカバーした。
- サカモト教授が、カバーアルバム『サカモト教授の8bit ジュークボックス』にて、チップチューンカバーした。
- 青木隆治が、2012年発売のカバーアルバム『VOICE 199X』にてカバーした。
- 浅倉杏美・原由実・沼倉愛美の3人が、2012年12月2日放送のラジオ番組『THE IDOLM@STER STATION!!!』内のコーナー「歌姫楽園2012」にてカバー。のちに、2013年7月17日発売のアルバム『THE IDOLM@STER STATION!!! FAVORITE TALKS』に収録された。
- ハンバート ハンバートがアルバム『FOLK』でカバーした。
- 中垣正太郎が、2020年6月にテレビ東京公式YouTubeチャンネルにて、カバー動画を公開[20]。
- ハラミちゃんが、2020年発売のアルバム『ハラミ定食 ~Streetpiano Collection~』にてピアノカバーした[21]。
- 阿部真央が、2021年発売のカバーアルバム『MY INNER CHILD MUSEUM』にてカバーした。
- ときのそらが、2021年発売のアルバム『Re:Play』にてカバーした。
- サンリオのこぎみゅんが、2023年2月15日にカバー動画を公開。